# دييفير فيغا
دييفير فيغا (بالإسبانية: Deyver Vega)‏ (19 سبتمبر 1992 في كوستاريكا - ) هو مدرب كرة قدم ولاعب كرة قدم كوستاريكي في مركز الهجوم. شارك مع منتخب كوستاريكا تحت 20 سنة لكرة القدم ومنتخب كوستاريكا لكرة القدم. أما مع النوادي، فقد لعب مع ديبورتيفو سابريسا ونادي بران.

## مسيرته الكروية
لعب دييفير فيغا خلال مسيرته الاحترافية مع 3 أندية في تسعة مواسم وسجل خلالها 33 هدفًا ضمن 170 مباراة. ولم يفز بأي موسم بالكأس وفاز ثلاثة مواسم بالدوري.
خاض دييفير فيغا مسيرته مع نادي ديبورتيفو سابريسا في موسم 2011–12 ليلعب معه خمسة مواسم، مشاركًا في 99 مباراة سجل خلالها 21 هدفًا. ثم انتقل إلى نادي بران في موسم 2016 واستمر معه طيلة ثلاثة مواسم، حيث شارك في 48 مباراة سجل خلالها 10 أهداف. لينتقل بعدها إلى نادي فوليرينغا ما بين عامي 2019 و2020 لمدة موسم واحد، مشاركًا في 23 مباراة سجل خلالها هدفين.

## وصلات خارجية
- دييفير فيغا على موقع الاتحاد الدولي (مؤرشف)  (الإنجليزية)
- دييفير فيغا على موقع اتحاد النرويج (النرويجية)
- دييفير فيغا على موقع قاعدة بيانات كرة القدم.إي يو (الإنجليزية)
- دييفير فيغا على موقع ناشيونال فوتبول تيمز (الإنجليزية)
- دييفير فيغا على موقع Soccerway.com (الإنجليزية)
- دييفير فيغا على موقع AS.com (الإسبانية)